# مقاطعة جاكسون (ألاباما)
مقاطعة جاكسون (بالإنجليزية: Jackson County, Alabama)‏ هي إحدى مقاطعات ولاية ألاباما في الولايات المتحدة. تأسست سنة 1819، بلغ عدد سكانها 53227 نسمة في عام 2010 حسب إحصاء مكتب تعداد الولايات المتحدة .

## أعلام
- جيمس هندرسون بيري
- مارثا بيري

## وصلات خارجية
- www.jacksoncountyal.com